# Carla Rus
Carla Rus (Amsterdam, 1953) is een Nederlands psychiater en publicist.

## Biografie
Rus is de dochter van de verzetsstrijder Jaap Rus (1923-2019). Ze volgde de HBS-B en studeerde daarna geneeskunde aan de Erasmus Universiteit Rotterdam. Intussen haalde ze in 1974 haar propedeuse technische natuurkunde aan de Technische Universiteit Delft.

Ze studeerde in 1978 af in geneeskunde en specialiseerde zich vervolgens aan de Universiteit Maastricht tot psychiater. Rus was eigenlijk van plan om als arts in Afrika te gaan werken, maar kwam tijdens haar opleiding in aanraking met slachtoffers van seksueel geweld. Ze begon slachtoffers van mishandeling of verkrachting te behandelen en vervolgens ook incestslachtoffers. In 2014 werd ze benoemd tot Ridder in de Orde van Oranje-Nassau.
Rus publiceerde onder andere in Maandblad geestelijke volksgezondheid en Trouw. Ze was een van de zes wetenschappers die meewerkten aan de televisieserie God bestaat niet (2005). In 2019 publiceerde ze twee boeken over het verzet in Zeeland.
Rus is gehuwd en heeft twee zonen. In 1997 werd bij haar een neurologische tumor in het ruggenmerg van haar nek verwijderd. Ze bleef hierna echter chronisch ziek. Na een lange lijdensweg werd als diagnose posttraumatische dystrofie gesteld. Ze is aan huis gekluisterd en schrijft met behulp van een spraakgestuurde computer.